# Alfterer Bornheimer Bach
Der Alfterer Bornheimer Bach ist ein 11,2 km langer, orographisch linker Nebenfluss des Rheins, der im nordrhein-westfälischen Rhein-Sieg-Kreis verläuft.

## Name
Der Name Alfterer Bornheimer Bach ist ein Kunstprodukt, das 2008 geschaffen wurde, um die Zuständigkeit des Wasserverbandes Südliches Vorgebirge auch für das Alfterer Gebiet deutlich zu machen. Er hat sich vor Ort bisher nicht durchsetzen können. Die Abschnitte des Baches heißen Mirbach (11,2–9,4 km), Görresbach (9,4–7,5 km) und Roisdorfer Bornheimer Bach (7,5–0 km). Diese Namen werden vor Ort auch genutzt. Als die Alfterer Mühle (Kronenstraße) noch in Betrieb war, hieß der Bach einfach Mühlenbach, unter älteren Einwohnern ist diese Bezeichnung in Alfter noch gebräuchlich.

## Geographie

### Verlauf
Der Alfterer Bornheimer Bach entspringt als Mirbach südlich von Alfter an der Grenze zum Ortsteil Gielsdorf auf einer Höhe von 158 m ü. NHN. Von hier aus fließt der Bach nach Nordosten und erreicht nach kurzem Lauf den südlichen Ortsrand von Alfter. Hier ist er verrohrt und vereinigt sich unterirdisch mit dem aus dem Broich-Park kommenden Görresbach. Als Görresbach durchfließt er einen weiteren Teil Alfters, um – erneut verrohrt – unterirdisch seinen Lauf bis zur Ortsgrenze Alfters fortzusetzen. Als Roisdorfer Bornheimer Bach fließt er durch Bornheim. Bei km 6,9 fließt dem Bach von links Wasser aus dem Roisdorfer Mineralbrunnen zu. Bei km 6,4 im Ortsteil Roisdorf mündet der Wolfsbach in den Alfterer Bornheimer Bach, bei km 4,4 der Breniger Mühlenbach. Der Alfterer Bornheimer Bach mündet im Ortsteil Widdig auf einer Höhe von 47 m ü. NHN bei Rhein-km 664,2 in den Rhein.
Auf seinem 11,2 km langen Weg erfährt der Bach einen Höhenunterschied von 111 Metern, was einem mittleren Sohlgefälle von 9,9 ‰ entspricht. Das 37,6 km² große Einzugsgebiet entwässert über den Rhein zur Nordsee. Bedeutendster Zufluss ist der Breniger Mühlenbach mit einer Länge von 3,8 km.
Der Alfterer Bornheimer Bach (vormals Roisdorfer Bornheimer Bach) versickerte früher in der Feldflur unterhalb von Bornheim, bis er Anfang der 1930er Jahre mit einer 1,8 km langen Verrohrung einen Ablauf in den Rhein erhielt.

### Zuflüsse
| Stat. in km | Name                | GKZ    | Lage   | Länge in km | EZG in km² | Mündung  |
| ----------- | ------------------- | ------ | ------ | ----------- | ---------- | -------- |
| 009,60      | N. N.               | 273122 | links0 | 001,3210    | 0000,8670  | Alfter   |
| 009,40      | Görresbach          | 273124 | links0 | 000,8650    | 0002,130   | Alfter   |
| 006,40      | Wolfsbach           | 273126 | links0 | 000,7580    | 0000,3420  | Bornheim |
| 004,40      | Breniger Mühlenbach | 273128 | links0 | 003,8660    | 0006,0320  | Bornheim |

## Hochwasser

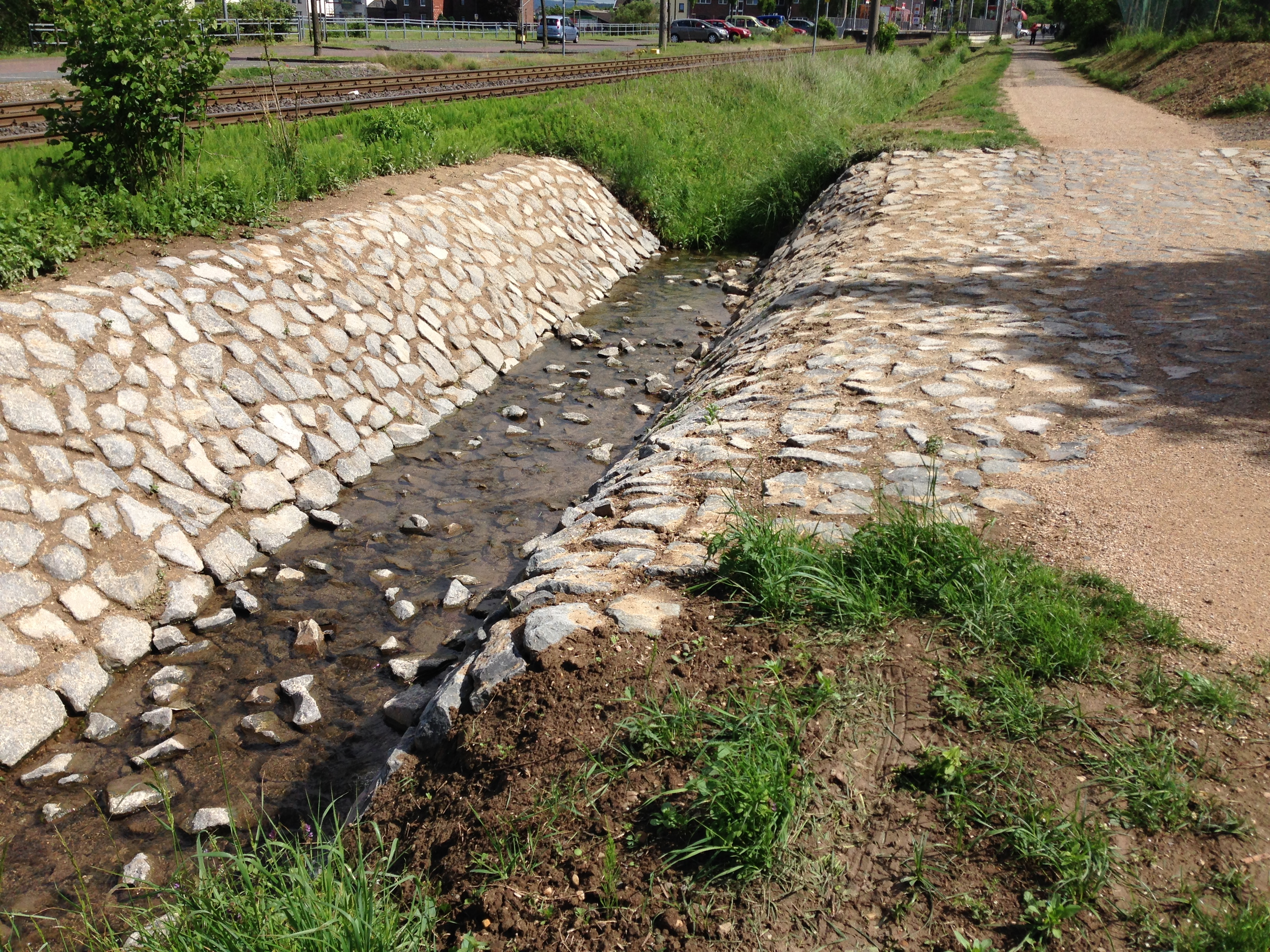
Der Bach an der Einmündung des „Entlastungsgrabens“

Der Alfterer Bornheimer Bach und das umliegende Gelände gehören zu den von der Bezirksregierung Köln ausgewiesenen Überschwemmungsgebieten. Ein außergewöhnliches Hochwasser gab es im Juli 2009, als der Abschnitt Görresbach weiträumig über die Ufer trat.
Deshalb wurde ein Entlastungsgraben gebaut, der die Hochwassergefährdung reduzieren soll, indem er Oberflächenwasser frühzeitig aufnimmt und dem Unterlauf des Görresbachs (nahe der Grenze zu Bornheim) zuführt.

## Galerie

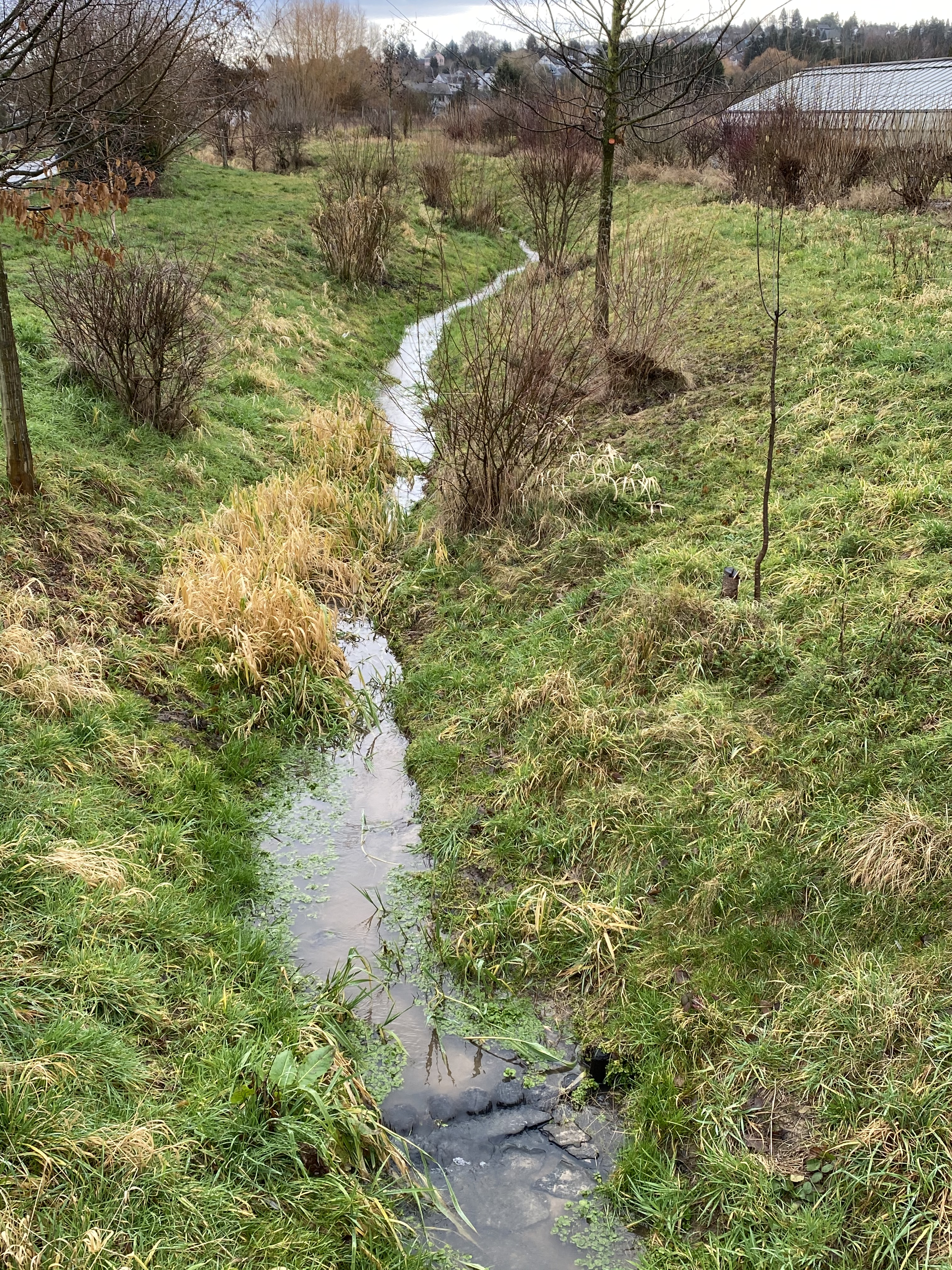
Alfterer Bornheimer Bach (Mirbach) in Alfter
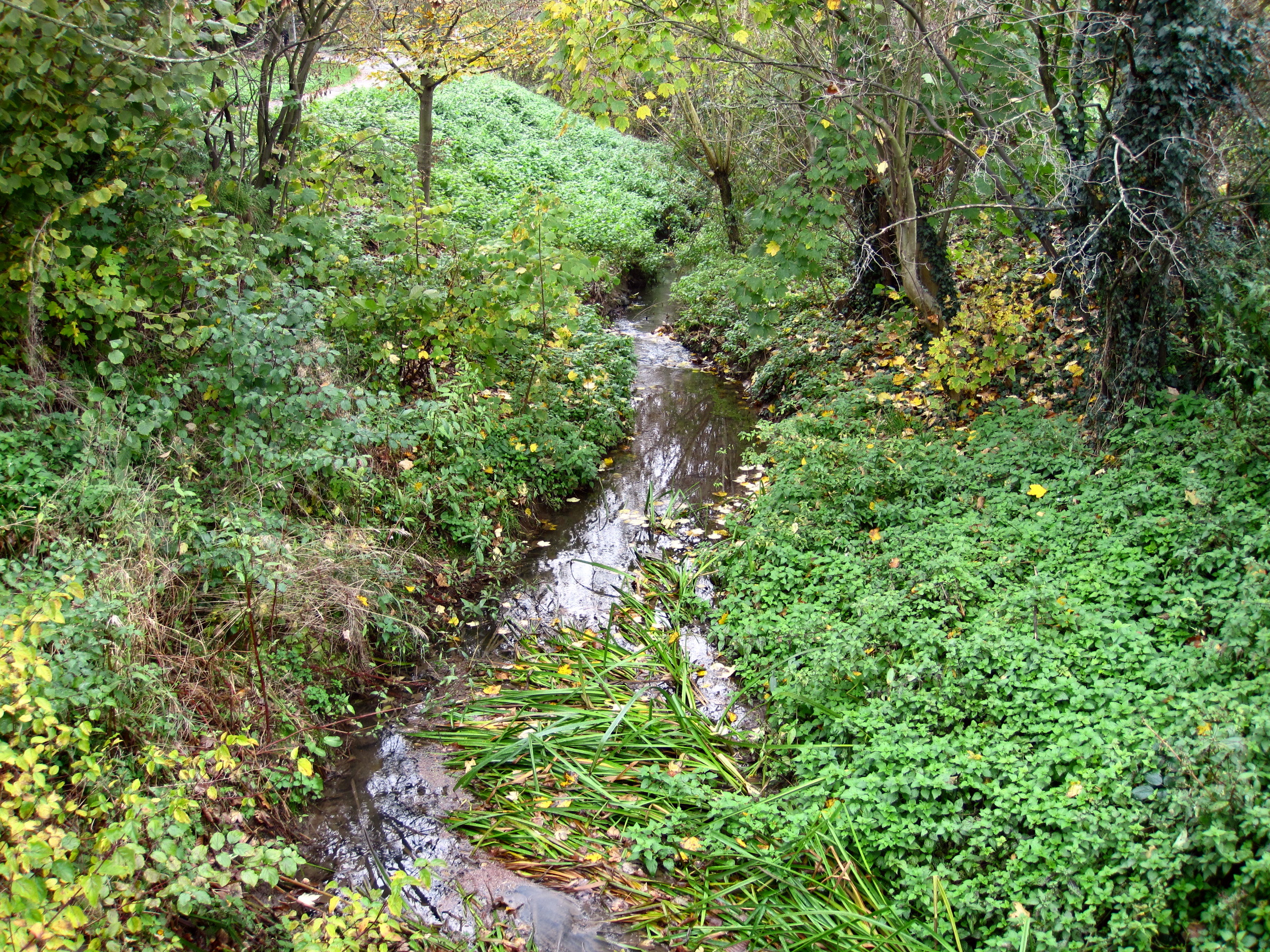
Alfterer Bornheimer Bach (Roisdorfer Bornheimer Bach) in Roisdorf
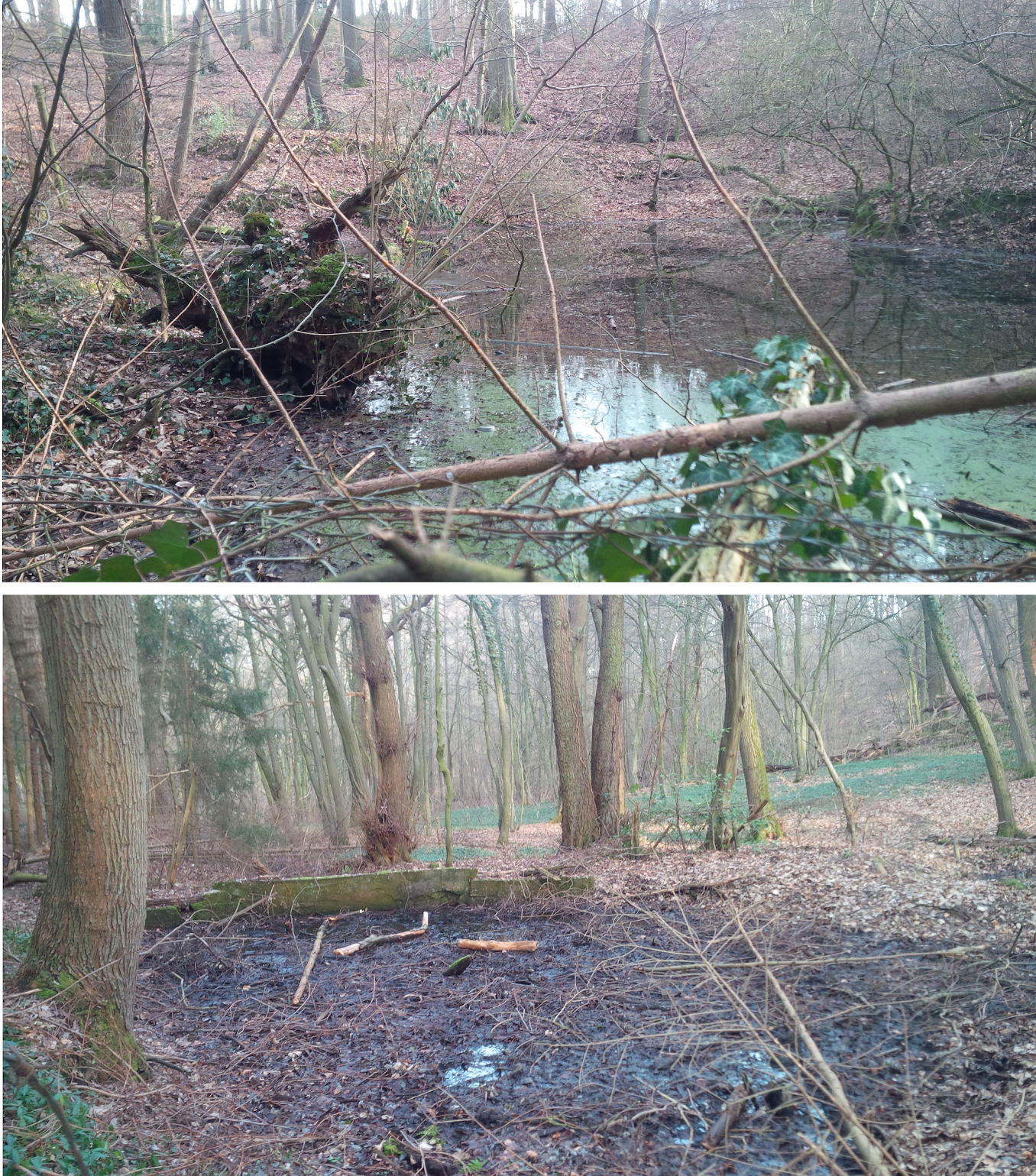
Der stetig wasserführende Quellbereich des 1. Quellbaches (Mirbach) des Alfterer Bornheimer Baches (2 Aufstauungen)
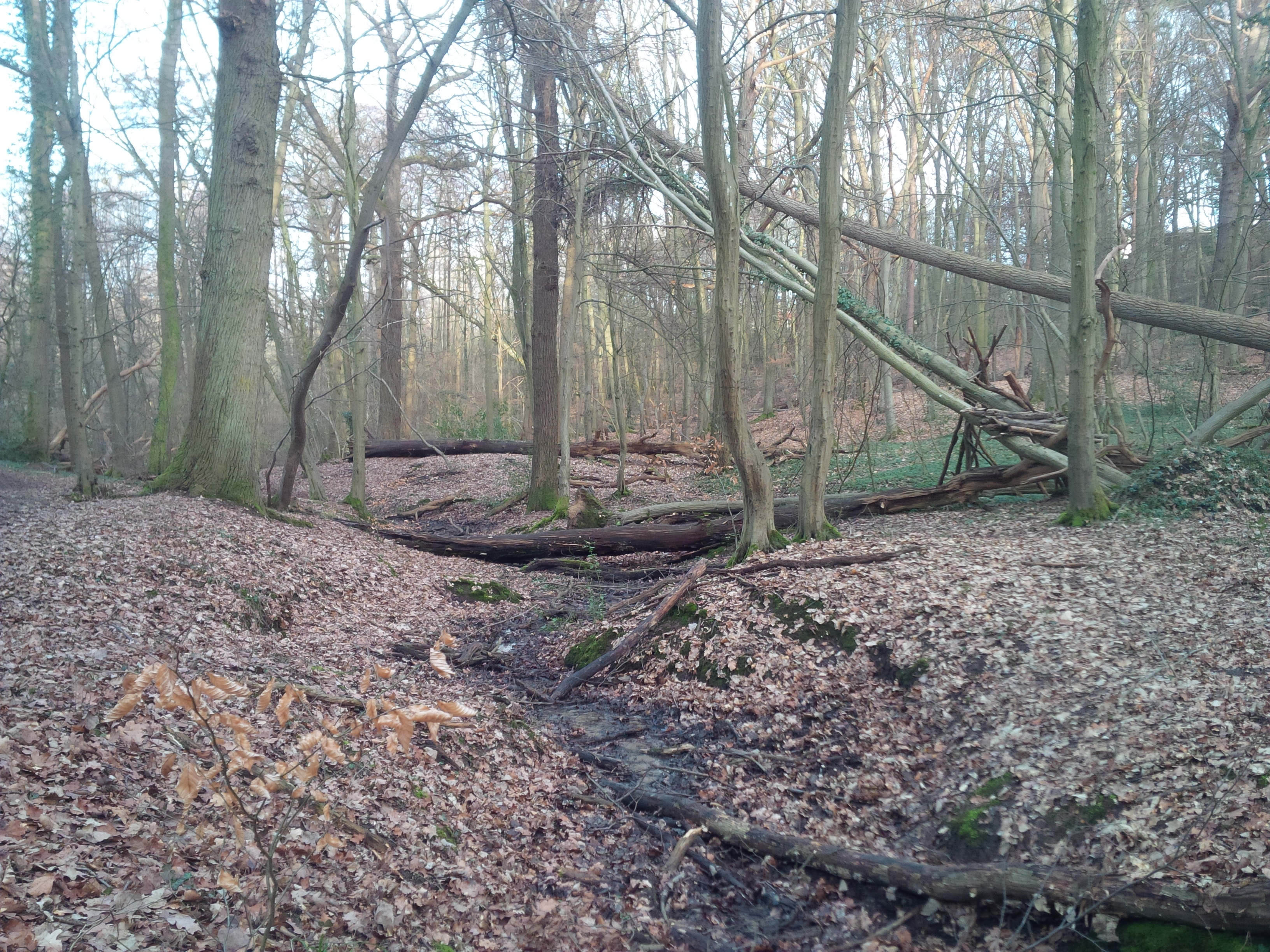
Der Mirbach im Oberlauf
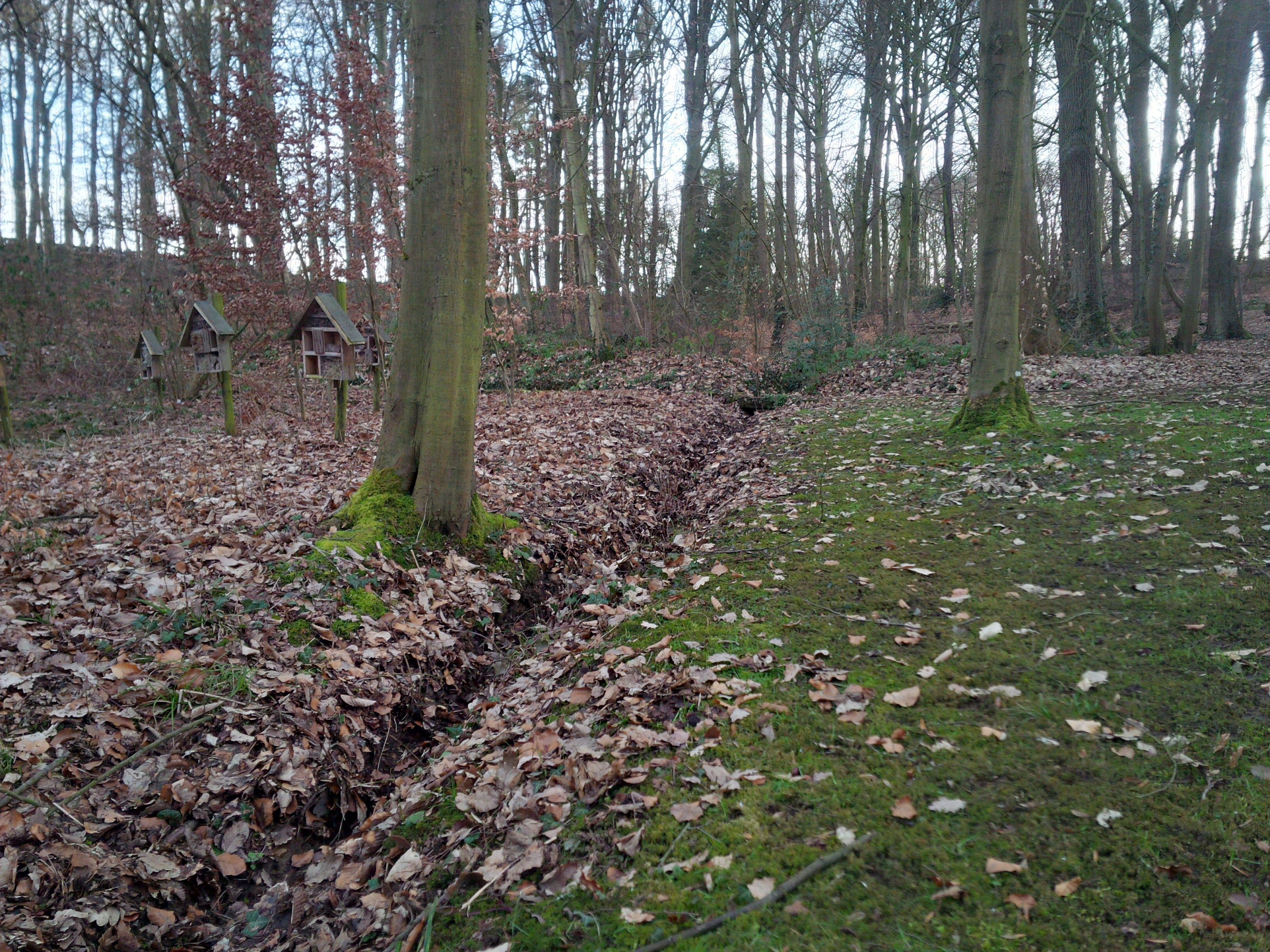
Der Beginn des 2. Quellbaches des Alfterer Bornheimer Baches (Görresbach) als Gerinne im Jakob Wahlen Park
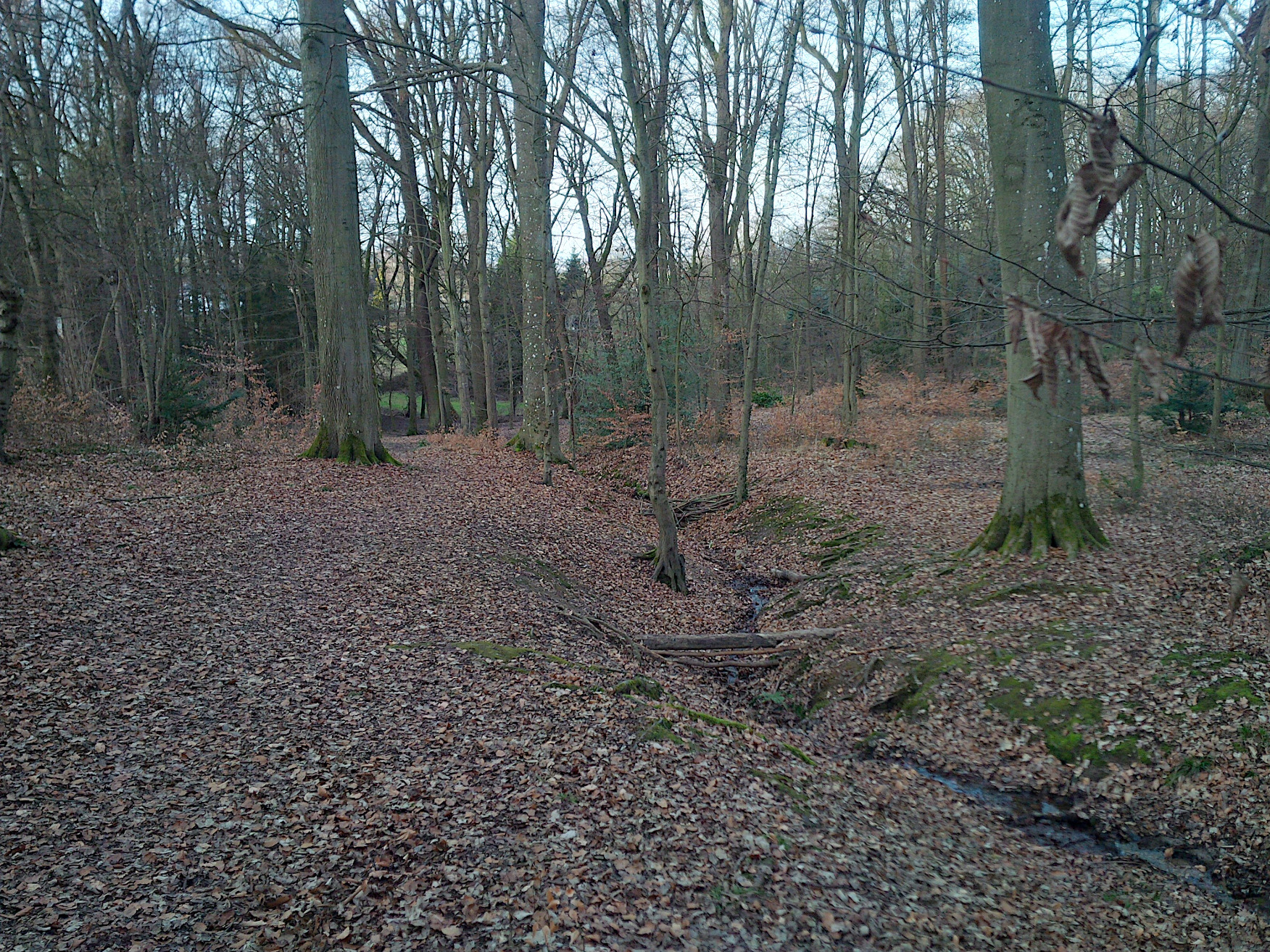
Der Görresbach im Oberlauf
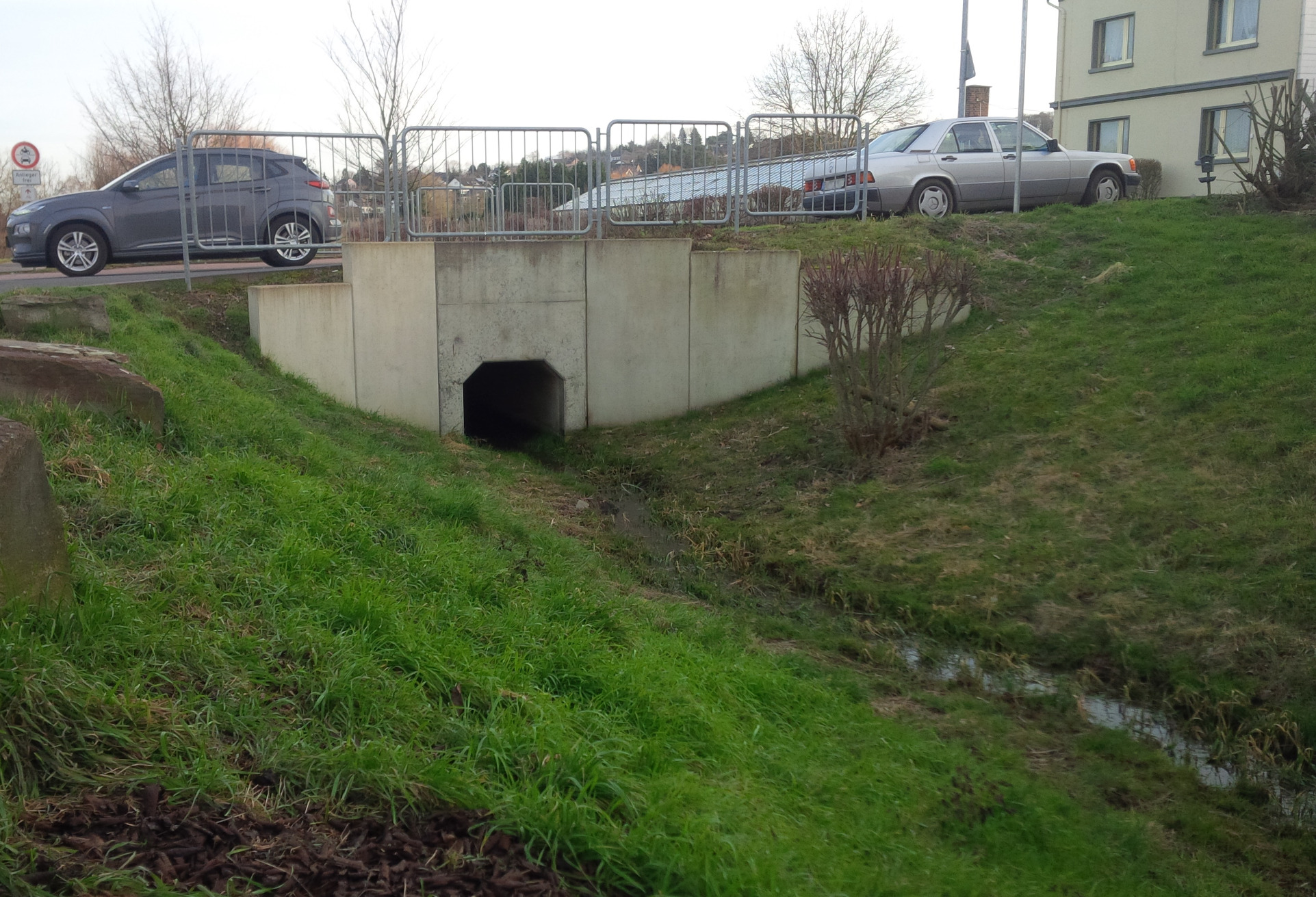
Düker des Mirbaches an der Mirbachstraße in Alfter
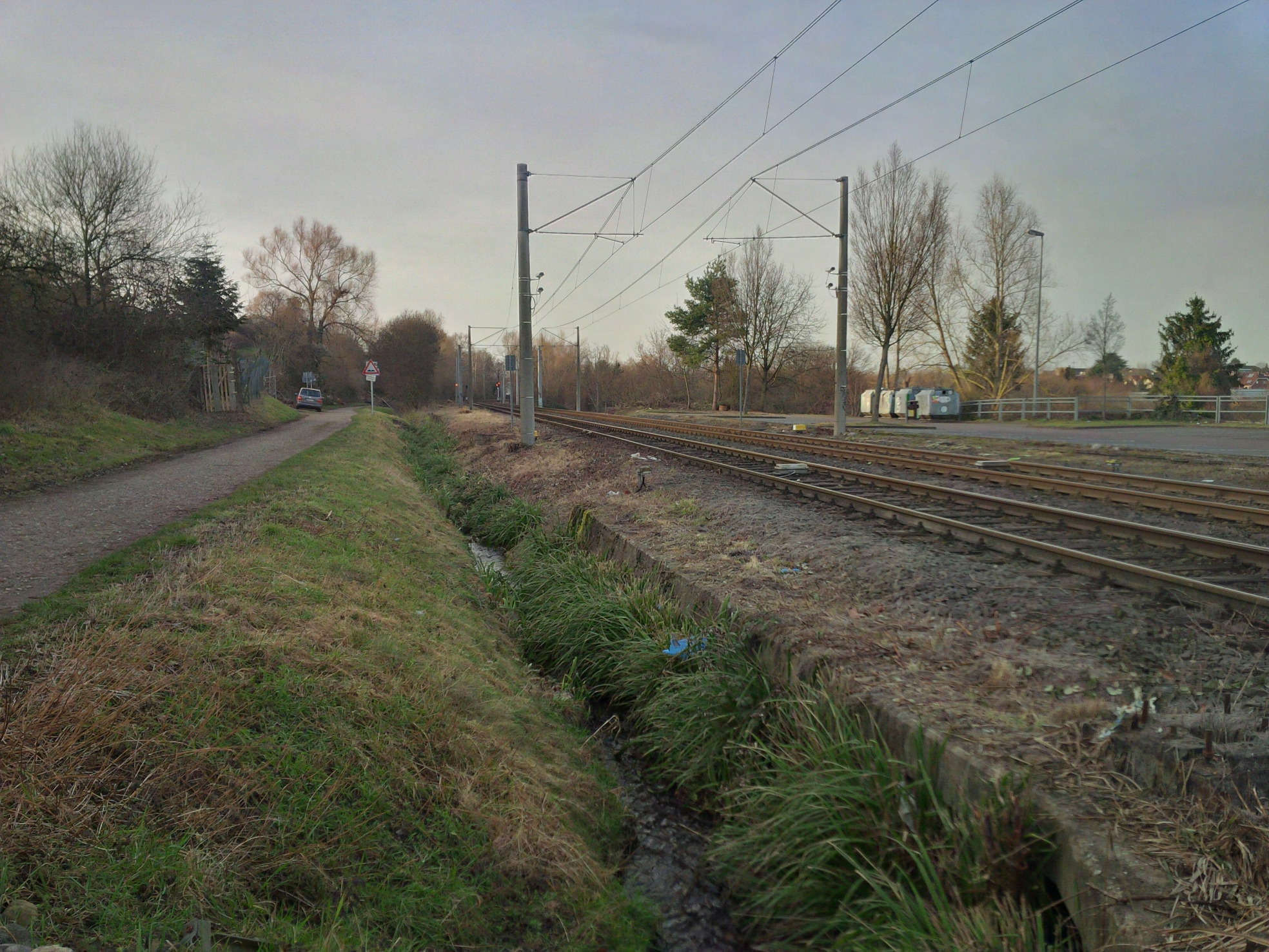
Der Alfterer Bornheimer Bach am Austritt an der Stadtbahn-Haltestelle „Alfter/Alaunus Hochschule“